# Ciemiężyca biała

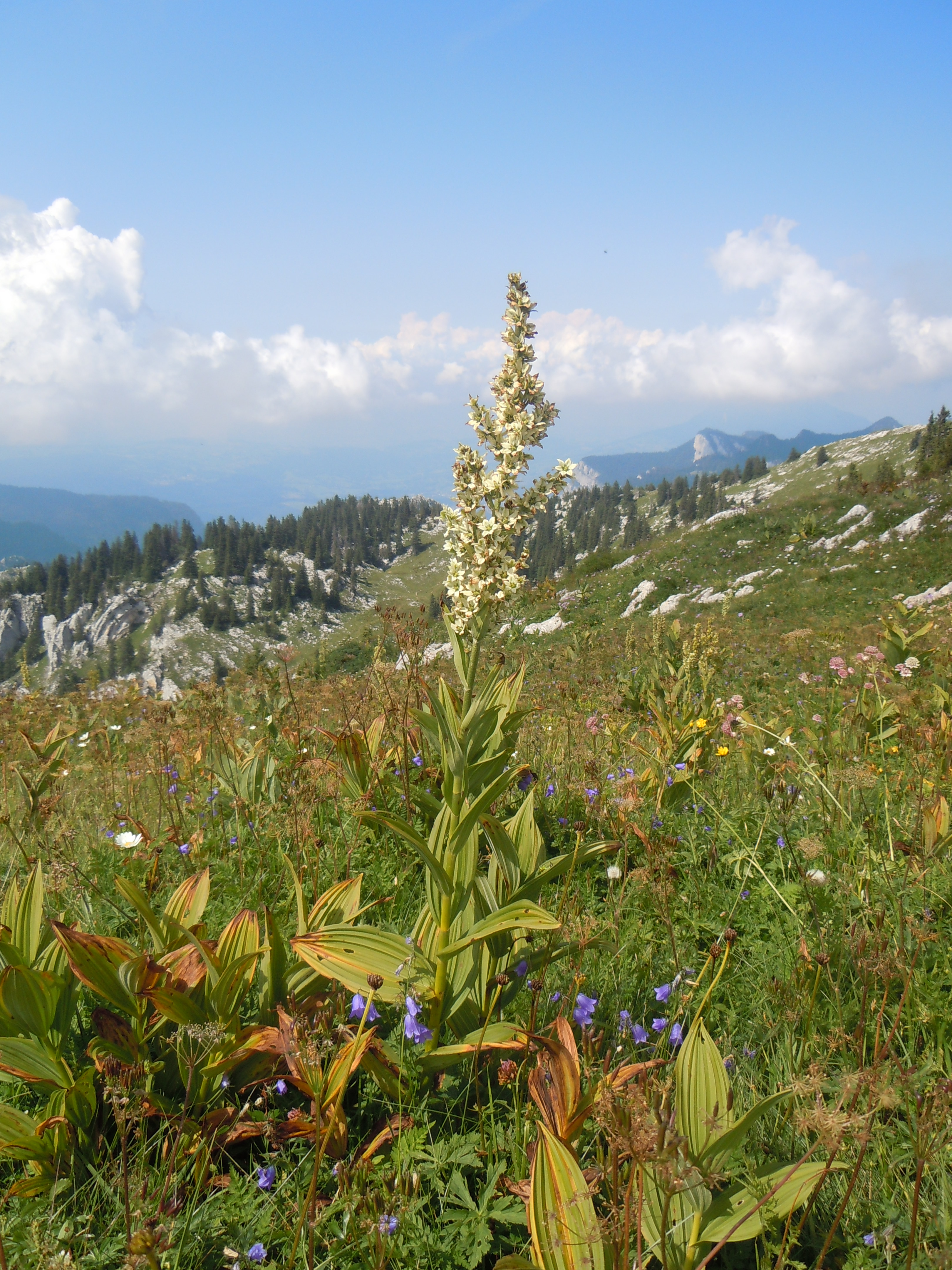

Ciemiężyca biała, ciemierzyca biała (Veratrum album L.) – gatunek rośliny z rodziny melantkowatych. Zasięg gatunku obejmuje Europę, Azję Mniejszą, Azję Centralną, Kaukaz oraz Syberię. W Polsce jest rzadko spotykana, większość stanowisk skupia się w Bieszczadach. Najdalej w zachodnim kierunku sięga po Smerek i Dziurkowiec. Poza Bieszczadami spotykana jest tylko na Lubelszczyźnie i tutaj w Woli Różanieckiej znajduje się jedno z jej najliczniejszych stanowisk.

## Morfologia
ŁodygaŁodyga gruba, gęsto owłosiona, dorastająca do 1,5 m wysokości, tworzy się dopiero między 10 a 25 rokiem życia.
LiścieDolne szerokoeliptyczne, o szerokości do 100 mm, górne węższe, jajowatolancetowate, pod spodem krótko owłosione.
KwiatyBiaławe do jasnożółtych, z zewnątrz zielonkawe, niezróżnicowane na kielich i koronę, o średnicy 10–15 mm, pachnące, zebrane w wiechowaty kwiatostan długości do 50 cm, o bocznych odgałęzieniach wydłużonych, luźnokwiatowych; w górnej części wiechy kwiaty męskie – pręcikowe, dolne obupłciowe.
OwocOwłosiona torebka. Nasiona płaskie, oskrzydlone.
Gatunki podobneLiście młodych roślin są bardzo podobne do liści goryczki żółtej.

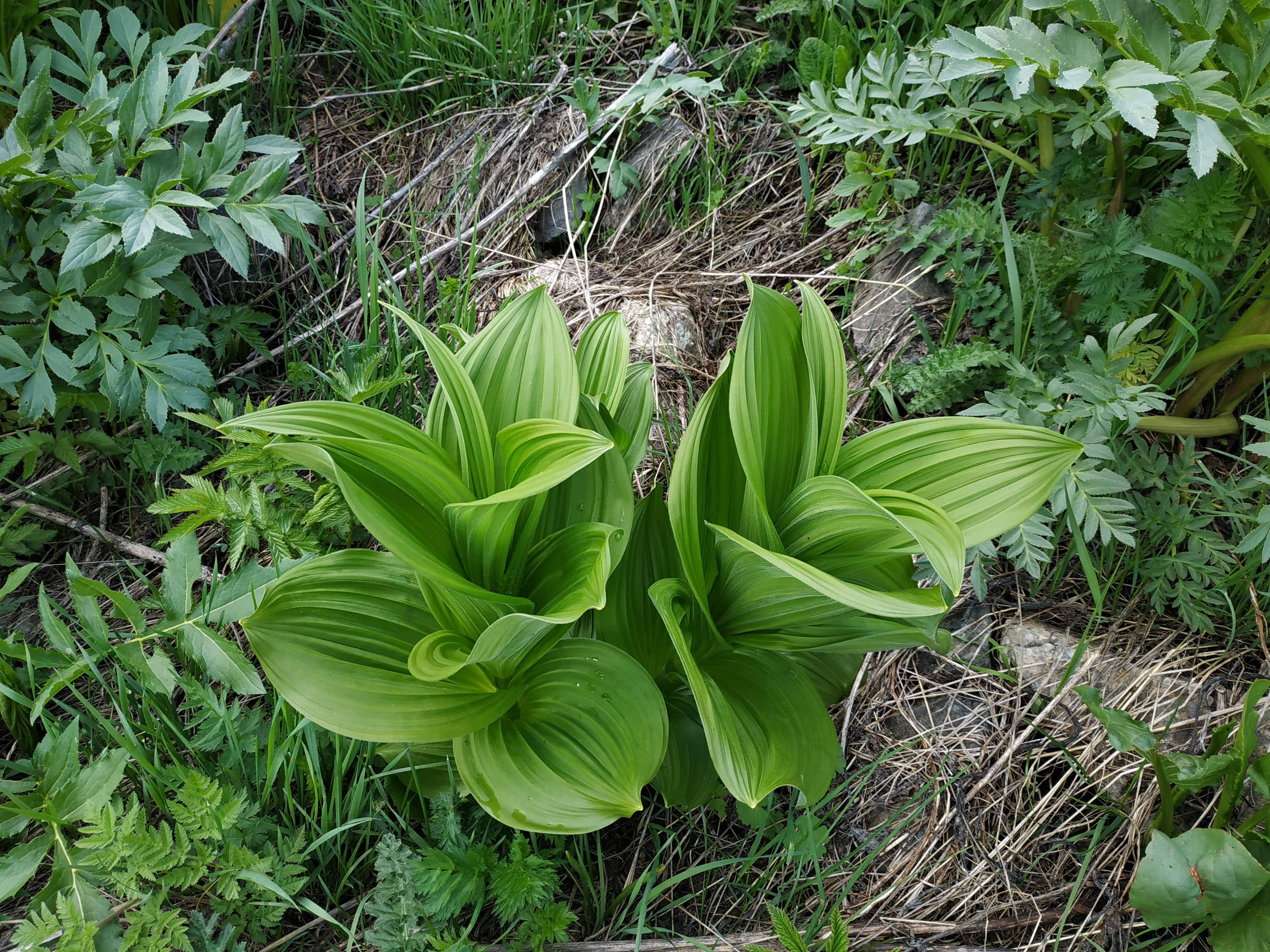
Pędy przed kwitnieniem
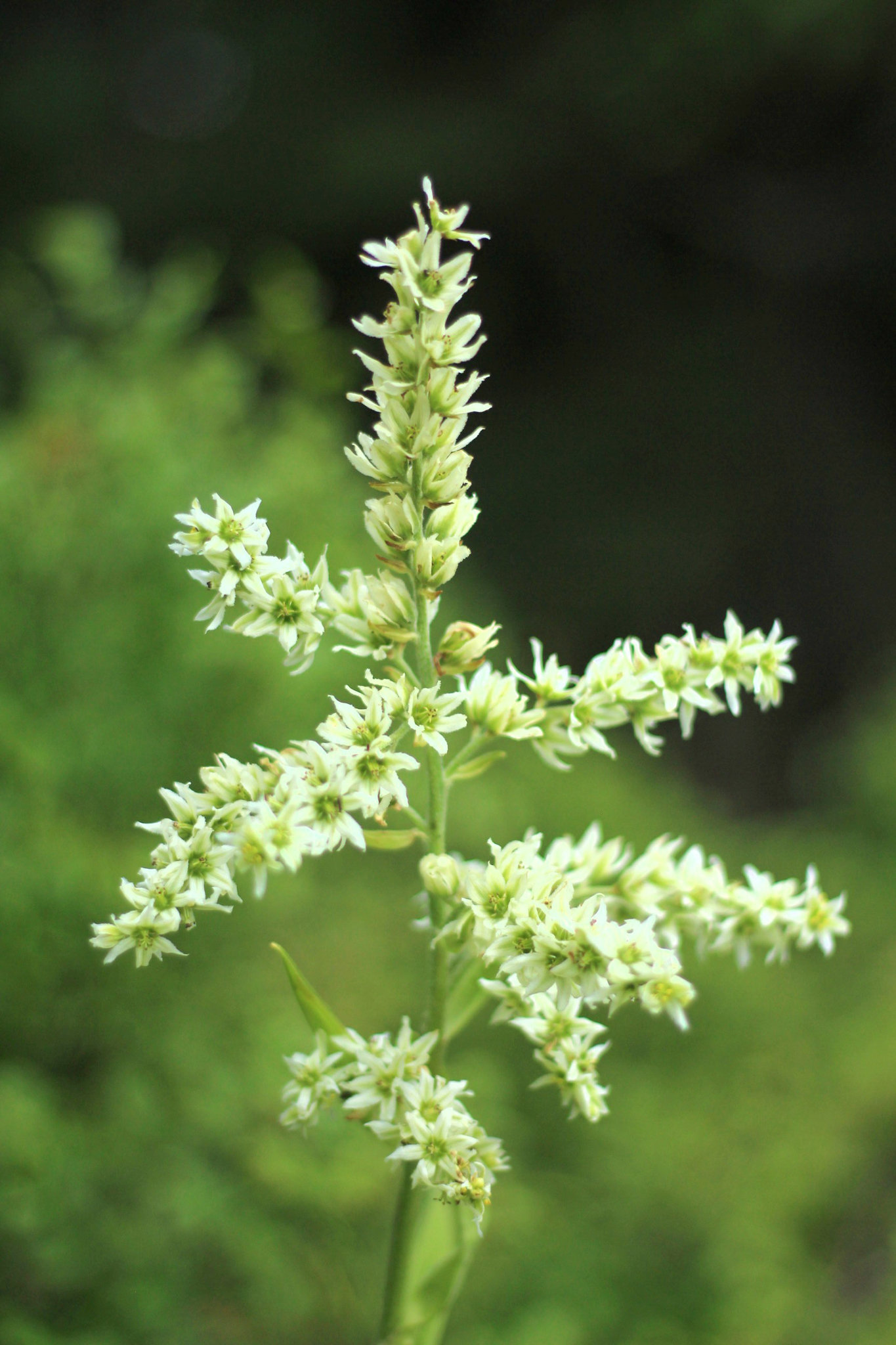
Kwiatostan
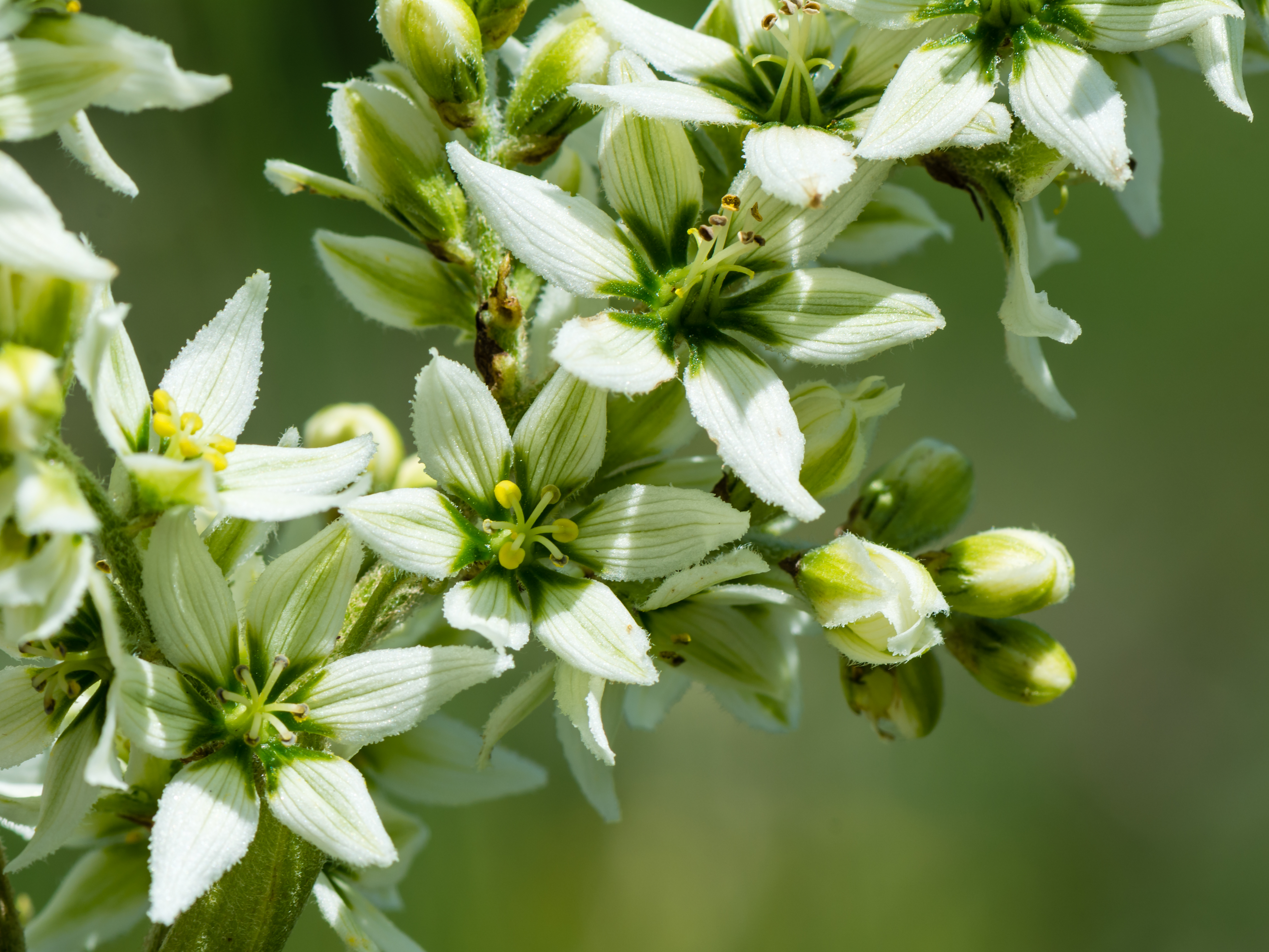
Kwiaty

## Biologia i ekologia
- Bylina, hemikryptofit. W pierwszych latach życia wytwarza tylko przyziemną rozetę liści. Kwitnie od czerwca do sierpnia, zapylana jest przez muchówki i motyle. Rośnie w wilgotnych lasach, źródliskach, na górskich łąkach. W Bieszczadach występuje na wysokości 560–1325 m n.p.m., najwyżej położone jej stanowisko znajduje się na Krzemieniu.
- Roślina trująca: Cała roślina jest silnie trująca. Zatrucie objawia się początkowo osłabieniem i zwolnieniem rytmu serca, a następnie porażeniem mięśni klatki piersiowej uniemożliwiającym oddychanie[4]. Jest to roślina bardzo silnie trująca, już spożycie 1–2 g korzeni może być śmiertelne[4]. Liczba chromosomów 2n= 16[5].

## Zagrożenia i ochrona
W Polsce roślina objęta ścisłą ochroną gatunkową. Zagrożona może być zmianą warunków siedliskowych (np. w wyniku osuszania terenów na których występuje), oraz zbieraniem ze stanowisk naturalnych w celach leczniczych.

## Zastosowanie
Roślina lecznicza. Surowiec zielarski (z uprawy): kłącze ciemiężycy z korzeniami – Rhizoma Veratri cum radicibus. Zawiera silnie toksyczne alkaloidy sterolowe – protoweratrynę, germerynę, germinę, rubijerwinę, izorubijerwinę (do 1,5%) oraz gorzki glikozyd – weratramaryna, kwasy organiczne (weratrynowy i chelidonowy). Dawniej stosowana jako środek drażniący skórę i miejscowo znieczulający, obecnie stosowany tylko do produkcji leków gotowych i w weterynarii, jako środek żołądkowy. Wyciągi alkoholowe lub octowe były używane do zwalczania wszawicy.